# Saga Borg
Saga Borg är en pseudonym för ett författarkollektiv som för tillfället består av Diane Karlstrom f.d Alfredhsson och Carola Haglund men tidigare har även Jesper Svensson medverkat. "Saga Borg" har också gett ut böcker under pseudonymerna Teo Troy och Carol O'Dai. Böckerna är lätt fantasy skriven för ungdomar. Böckerna ingår i långa serier som till exempel "Jarastavens vandring" som nu är uppe i bok nio.

### Jarastavens vandring
1. Völvans dotter. Malmö : Richter, 2000. ISBN 91-7709-199-X
2. Ondskans tecken. Malmö : Richter, 2000. ISBN 91-7709-200-7
3. Vindens öga. Malmö : Richter, 2001. ISBN 91-7709-201-5
4. Urlas skugga. Malmö : Richter, 2002. ISBN 91-7711-355-1
5. Mörkrets makter. Malmö : Richter, 2003. ISBN 91-7715-295-6
6. Dödens vingslag. Malmö : Richter, 2004. ISBN 91-7711-131-1
7. Livets källa. Malmö : Damm, 2005. ISBN 91-7130-315-4
8. Vargens lya. Malmö : Damm, 2006. ISBN 91-7130-675-7
9. Tertors vrede. Malmö : Damm, 2008. ISBN 978-91-7715-401-3

### Blodsbröder
1. Tiggarens förbannelse. Stockholm : Schibsted, 2006. ISBN 91-7713-275-0
2. Den mörka hemligheten. Stockholm : Schibsted, 2006. ISBN 91-7713-276-9
3. Brödraskapet. Stockholm : Schibsted, 2006. ISBN 978-91-7713-277-6
4. Finnvedens Orakel. Stockholm : Schibsted, 2007. ISBN 978-91-7713-278-3
5. Änglamakerskan. Stockholm : Schibsted, 2007. ISBN 978-91-7713-279-0
6. Liemannen. Stockholm : Schibsted, 2007. ISBN 978-91-7713-280-6
7. Skärselden. Stockholm : Schibsted, 2008. ISBN 978-91-7713-281-3
8. Den sjunde duvan. Stockholm : Schibsted, 2008. ISBN 978-91-7713-282-0